# 長内了
長内 了（おさない さとる、1942年〈昭和17年〉8月29日 - 2013年〈平成25年〉9月4日）は、日本の法学者。英米法（公法）専攻。中央大学名誉教授。北海道釧路市出身。連邦制の講義に定評があった。

## 来歴
- 1942年 - 北海道釧路市で生まれる。
- 1961年 - 北海道札幌南高等学校卒業。
- 1964年 - 中央大学法学部法律学科の3年次に司法試験合格。
- 1966年3月 - 同卒業。
- 1967年
  - 3月 - 中央大学大学院法学研究科修士課程英米法専攻退学。小堀憲助[1]、教授に師事する。
  - 4月 - 中央大学法学部助手就任。
- 1972年4月 - 同助教授就任。
- 1979年4月 - 同教授就任。
- 2004年4月 - 中央大学大学院法務研究科（法科大学院）教授を併任。
- 2013年
  - 3月 - 中央大学を定年退職。
  - 9月4日 - 肺がんのため死去[2]。71歳没。

## 人物
- 国としての歴史が浅く、共通の価値観が確立されていないアメリカにおいては、司法制度が憲法の理念を拠りどころとして、人権保障や社会的公平性の実現の為に様々な判断と対応をしてきた。その歩みを学ぶことは、日本の社会にも多くの示唆を与えることとなるという思いがあった。
- 法曹にならなくても、法の支配や人権保障、民主主義の考え方を身につけて、各分野で行動することは重要であり、そのような人々がひとりでも多く育って欲しいと願っていた。
- アメリカの南北戦争では、北部の州と南部州が戦い、多くの人命が失われた。以降、アメリカは外交や軍事について連邦政府への移管を進め一つの国となり、州同士で戦争をすることはなくなった。主権不可分の原則を乗り越える連邦制は、世界平和への道筋の一つとなると考えていた。